# 海恩茲縣 (密西西比州)
海恩茲縣（英語：Hinds County）是美国密西西比州西南部的一個縣，面積2,272平方公里。根据2020年美國人口普查，共有人口22萬7,742人。縣治有二：雷蒙德（Raymond）和傑克森（Jackson，也是州首府）。
海恩茲縣成立於1821年2月12日，縣名紀念聯邦眾議員湯瑪斯·海恩茲。